# サンインシロカネソウ
サンインシロカネソウ（山陰白銀草、学名：Dichocarpum sarmentosum）は、キンポウゲ科シロカネソウ属の多年草。別名、ソコベニシロガネソウ。

## 特徴
アズマシロカネソウに似るが、全体に小型で、花弁状の萼片の基部が紅紫色になり、花後に走出枝を出す。
植物体全体に繊細で無毛である。根茎は短く太く、長さ1cm以下で、膜状の鱗片でまばらにおおわれる。花後に腋芽が伸長して地上を横に走り、斜上して匐枝を出して地面に倒れて発根する。茎は高さ10-20cmになり、直立する。根出葉は1-3個あるかまたは無く、葉柄の長さは2-8cm、鳥足状複葉になり、頂小葉は扇形から広卵形になって、長さ0.7-2.5cm、幅0.6-2.2cmになる。茎の中部につく葉は対生し、鳥足状複葉になり、頂小葉は扇形から広卵形で、長さ0.8-3.2cm、幅0.5-2.5cm、縁は粗い鋸歯縁、基部はくさび形から切形となり、葉柄の基部は合着する。
花期は3-5月。茎先に径6-8mmの黄緑色で基部が赤紫色をおびた花が2-数個、集散花序につくか単生し、斜め下向きに咲く。花柄は長さ1-1.5cmになり、3裂した葉状の小苞が対生する。花弁状の萼片は5個で、楕円形から広楕円形で長さ5-8mm、幅2-4mmになり、斜上する。萼片の内側に小さな花弁が5個あり、花弁の舷部はオレンジ色で広楕円形、蜜腺があって蜜を分泌し、内曲して皿状になり、その柄は紅紫色になる。雄蕊は多数あり、長さ4mm、葯は白色で長さ0.5mm、花糸は下部が少し広がる。雌蕊は2個あり柱頭は針状。果実は袋果で長さ0.9cmになり、基部で2個が合着して魚の尾状に広がる。種子は径約1mmの球形となり、褐色で、いぼ状の低い突起がある。

## 分布と生育環境
日本固有種。本州の福井県から島根県にかけての日本海側に偏った地域に分布し、温帯林の林床に生育する。谷沿いなどの湿った場所に多く、水がしたたり落ちる岩場などで見かける。

## 名前の由来
本州の秋田県・岩手県から鳥取県・岡山県にかけての日本海側に偏った地域に、アズマシロカネソウが分布するが、本種は、近畿地方の北部から山陰地方である中国地方の日本海側に分布する。
種小名（種形容語） sarmentosum は、「走出枝のある、ランナーをもつ」の意味。

## ギャラリー

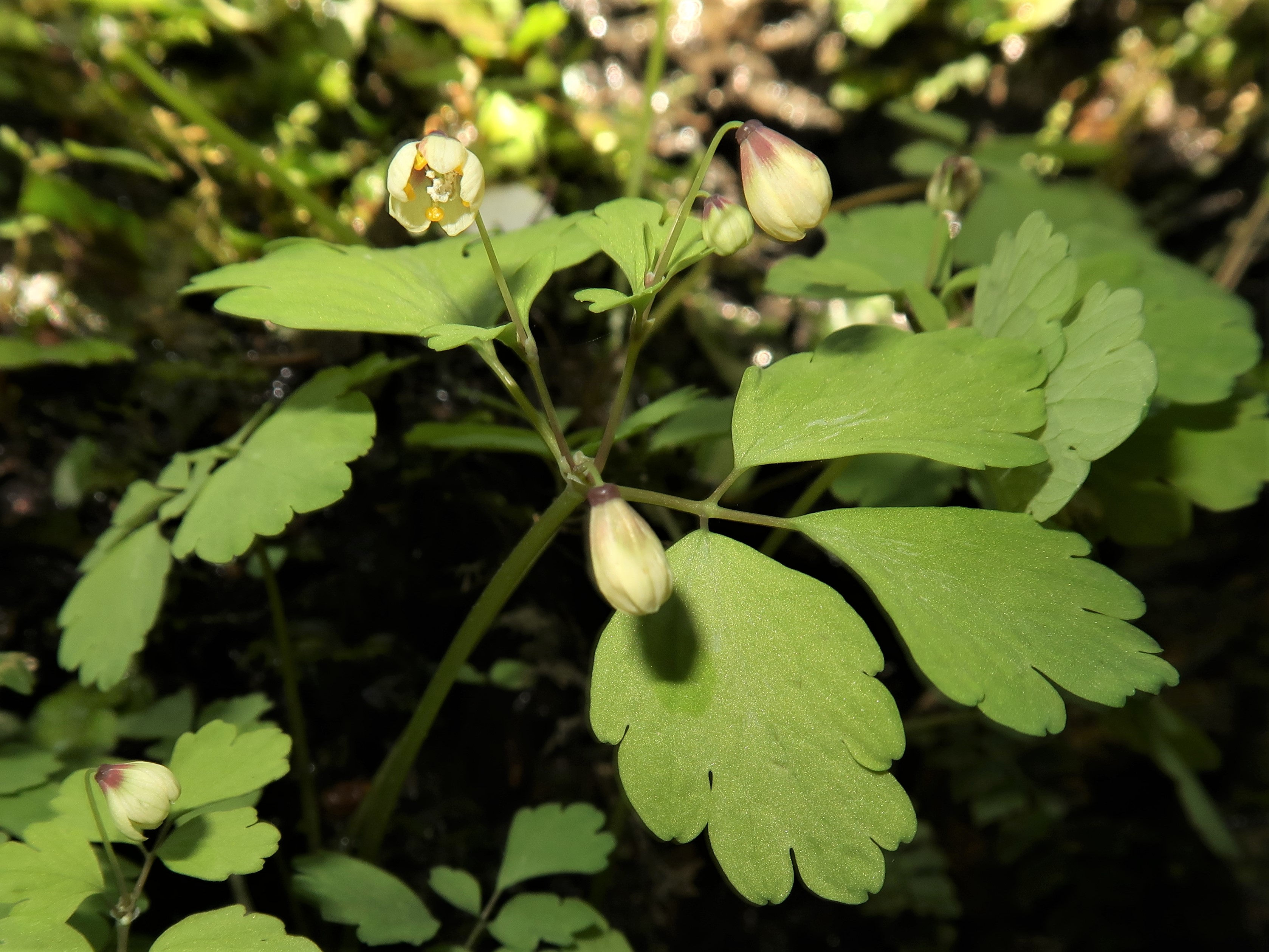
花弁状のものは萼片で、花弁は内側の黄色のもの。
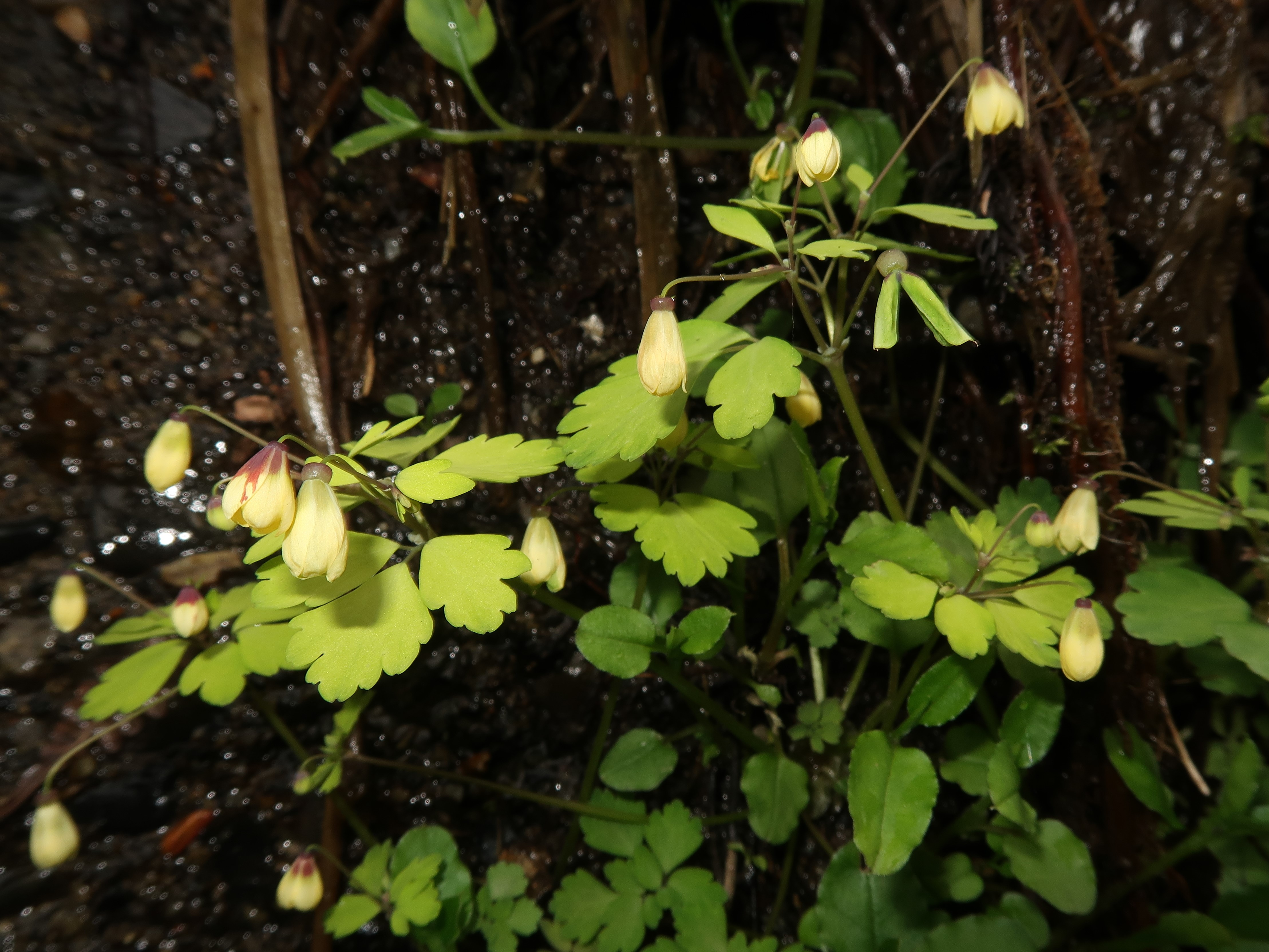
花弁状の萼片の基部が赤紫色をおびるので別名、ソコベニシロガネソウという。右側に果実がみえる。
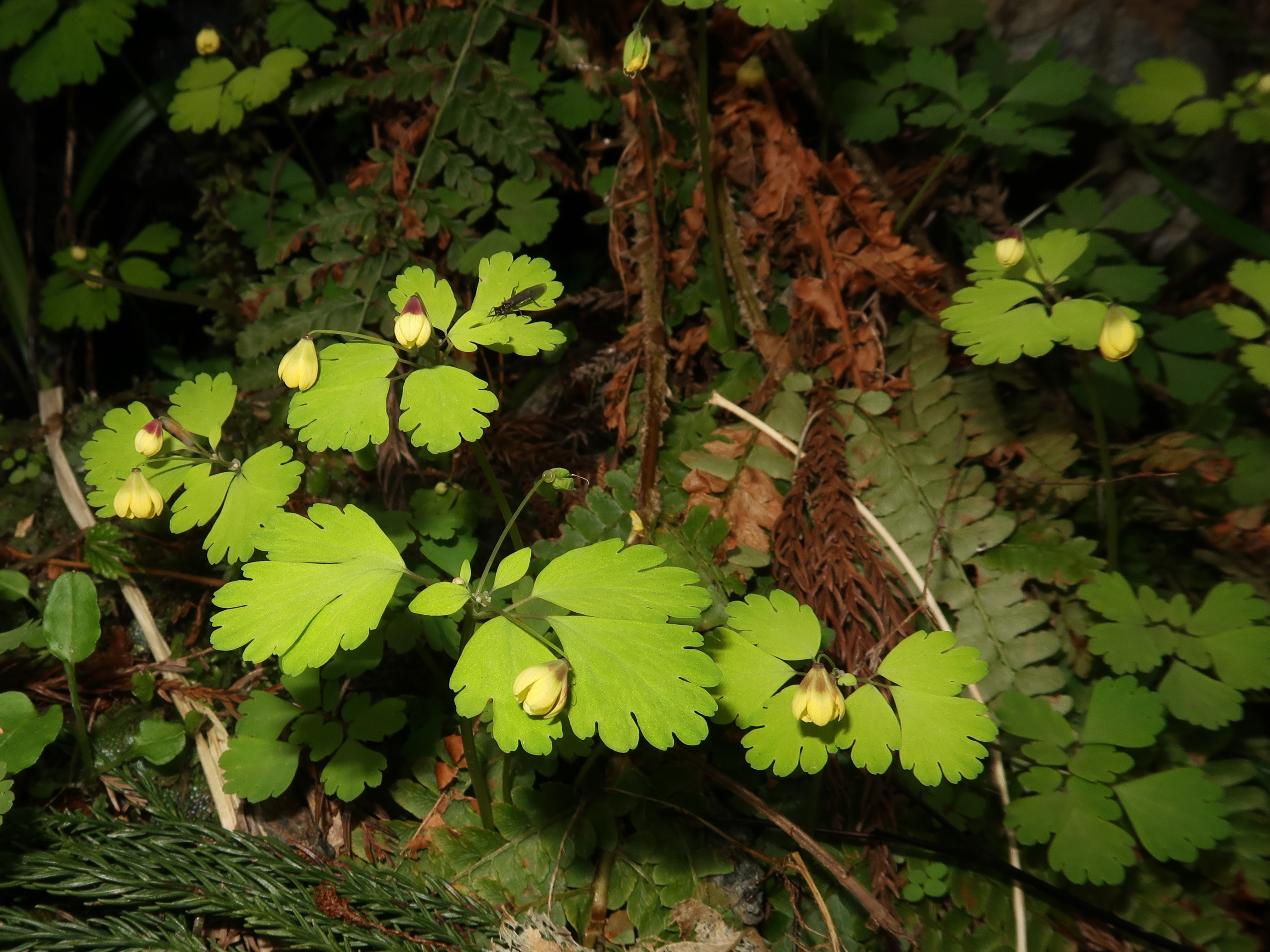
葉は鳥足状複葉になる。花のつかない低い葉は根出葉。